# Karin Wallgren-Lundgren
Karin Elisabeth Wallgren-Lundgren (Göteborg, 19 maggio 1944) è un'ex velocista svedese.

## Biografia
Nel 1967 fu medaglia d'argento nei 50 metri piani e medaglia d'oro nei 400 metri piani ai Giochi europei indoor di Praga. Prese parte a due edizioni dei Giochi olimpici (Città del Messico 1968 e Monaco di Baviera 1972), ma non raggiunse mai le fasi finali.
In carriera è stata 42 volte campionessa nazionale della Svezia tra il 1962 e il 1972 in sette diverse specialità (tra le quali quattro staffette) e conquistò tre record nazionali nei 100, 200 e 400 metri piani.

## Record nazionali
- 100 metri piani: 11"80 ( Sollentuna, 24 luglio 1971)
- 200 metri piani: 23"49 ( Eskilstuna, 16 agosto 1970)
- 400 metri piani: 53"9 ( Città del Messico, 16 ottobre 1968)

## Palmarès
| Anno | Manifestazione        | Sede              | Evento                | Risultato     | Prestazione | Note |
| ---- | --------------------- | ----------------- | --------------------- | ------------- | ----------- | ---- |
| 1967 | Giochi europei indoor | Praga             | 50 metri piani        | Argento       | 6"4         |      |
| 1967 | Giochi europei indoor | Praga             | 400 metri piani       | Oro           | 55"7        |      |
| 1968 | Giochi olimpici       | Città del Messico | 200 metri piani       | elim. qualif. | 24"2        |      |
| 1968 | Giochi olimpici       | Città del Messico | 400 metri piani       | elim. semif.  | 53"9        |      |
| 1972 | Giochi olimpici       | Monaco di Baviera | 400 metri piani       | elim. qualif. | 53"87       |      |
| 1972 | Giochi olimpici       | Monaco di Baviera | Staffetta 4×100 metri | elim. qualif. | dq          |      |
| 1972 | Giochi olimpici       | Monaco di Baviera | Staffetta 4×400 metri | elim. qualif. | 3'32"62     |      |

## Campionati nazionali
- 5 volte campionessa svedese assoluta dei 100 metri piani (1966 e dal 1968 al 1971)
- 7 volte campionessa svedese assoluta dei 200 metri piani (1962, 1965, 196, 1968, 1969, 1970, 1972)
- 6 volte campionessa svedese assoluta dei 400 metri piani (1966 e dal 1968 al 1972)
- 6 volte campionessa svedese assoluta della staffetta 4×100 metri (1962, 1963, 1967, 1970, 1971, 1972)
- 7 volte campionessa svedese assoluta della staffetta 4×200 metri (dal 1962 al 1965 e dal 1969 al 1972)
- 5 volte campionessa svedese assoluta della staffetta 4×400 metri (dal 1968 al 1972)
- 6 volte campionessa svedese assoluta della staffetta 3×800 metri (1965, 1966, 1968, 1969, 1970, 1972)